# برادفورد (بنسلفانيا)
برادفورد (بالإنجليزية: Bradford, Pennsylvania)‏ هي مدينة تقع في مقاطعة ماكين في ولاية بنسلفانيا في الولايات المتحدة. تبلغ مساحة هذه المدينة 8.9 (كم²)، بلغ عدد سكانها 9175 نسمة في عام 2010 حسب إحصاء مكتب تعداد الولايات المتحدة.

## التركيبة السكانية
حدّد مكتب تعداد الولايات المتحدة بيانات التركيبة السكانية لبرادفورد في تعداد الولايات المتحدة. في ما يلي، التركيبة السكانية حسب تعدادي 2000 و2010.

### تعداد عام 2000
بلغ عدد سكان برادفورد 9,175 نسمة بحسب تعداد عام 2000، وبلغ عدد الأسر 3,922 أسرة وعدد العائلات 2,247 عائلة مقيمة في المدينة. في حين سجلت الكثافة السكانية 1,035.6 نسمة لكل كيلومتر مربع (2,682.2/ميل2). وبلغ عدد الوحدات السكنية 4,371 وحدة بمتوسط كثافة قدره 493.3 لكل كيلومتر مربع (1,277.6/ميل2).
وتوزع التركيب العرقي للمدينة بنسبة 97.74% من البيض و0.49% من الأمريكيين الأفارقة و0.31% من الأمريكيين الأصليين و0.52% من الأمريكيين ذوي الأصول الآسيوية و0.03% من سكان جزر المحيط الهادئ و0.27% من الأعراق الأخرى و0.63% من عرقين مختلطين أو أكثر و0.95% من الهسبانيون أو اللاتينيون من أي عرق.
بلغ عدد الأسر 3,922 أسرة كانت نسبة 32% منها لديها أطفال تحت سن الثامنة عشر تعيش معهم، وبلغت نسبة الأزواج القاطنين مع بعضهم البعض 36.9% من أصل المجموع الكلي للأسر، ونسبة 14.8% من الأسر كان لديها معيلات من الإناث دون وجود شريك، بينما كانت نسبة 5.6% من الأسر لديها معيلون من الذكور دون وجود شريكة وكانت نسبة 42.7% من غير العائلات. تألفت نسبة 36.3% من أصل جميع الأسر من عدة أفراد يعيشون في نفس المنزل ونسبة 15.2% كانت تتألف من شخص يعيش بمفرده يبلغ من العمر 65 عاماً أو أكثر. وبلغ متوسط حجم الأسرة المعيشية 2.27، أما متوسط حجم العائلات فبلغ 2.93.
بلغ العمر الوسطي للسكان 36.0 عاماً. وكانت نسبة 24.8% من القاطنين تحت سن الثامنة عشر، وكانت نسبة 9.3% بين الثامنة عشر والرابعة والعشرين عاماً، ونسبة 27.9% كانت واقعةً في الفئة العمرية ما بين الخامسة والعشرين والرابعة والأربعين عاماً، ونسبة 19.9% كانت ما بين الخامسة والأربعين والرابعة والستين، ونسبة 15% كانت ضمن فئة الخامسة والستين عاماً فما فوق. يوجد لكل 100 أنثى 89.2 ذكر، ويوجد لكل 100 أنثى في الثامنة عشر من عمرها فما فوق 85.4 ذكر.
بلغ متوسط دخل الأسرة في المدينة 26,463 دولارًا، أما متوسط دخل العائلة فبلغ 32,828 دولارًا. وكان متوسط دخل الذكور 30,661 دولارًا مقابل 21,250 دولارًا للإناث. وسجل دخل الفرد الخاص بالمدينة 17,537 دولارًا. وكانت نسبة 16.9% من العائلات ونسبة 20.7% من السكان تحت خط الفقر، وكان من هؤلاء نسبة 29% تحت سن الثامنة عشر ونسبة 9.5% في الخامسة والستين من العمر وما فوق.

### تعداد عام 2010
بلغ عدد سكان برادفورد 8,770 نسمة بحسب تعداد عام 2010، وبلغ عدد الأسر 3,653 أسرة وعدد العائلات 2,003 عائلة مقيمة في المدينة. في حين سجلت الكثافة السكانية 989.8 نسمة لكل كيلومتر مربع (2,563.6/ميل2). وبلغ عدد الوحدات السكنية 4,157 وحدة بمتوسط كثافة قدره 469.2 لكل كيلومتر مربع (1,215.2/ميل2).
وتوزع التركيب العرقي للمدينة بنسبة 96.28% من البيض و0.98% من الأمريكيين الأفارقة و0.38% من الأمريكيين الأصليين و0.73% من الأمريكيين ذوي الأصول الآسيوية و0.02% من سكان جزر المحيط الهادئ و0.24% من الأعراق الأخرى و1.37% من عرقين مختلطين أو أكثر و1.36% من الهسبانيون أو اللاتينيون من أي عرق.
بلغ عدد الأسر 3,653 أسرة كانت نسبة 29.6% منها لديها أطفال تحت سن الثامنة عشر تعيش معهم، وبلغت نسبة الأزواج القاطنين مع بعضهم البعض 32.5% من أصل المجموع الكلي للأسر، ونسبة 16.4% من الأسر كان لديها معيلات من الإناث دون وجود شريك، بينما كانت نسبة 5.9% من الأسر لديها معيلون من الذكور دون وجود شريكة وكانت نسبة 45.2% من غير العائلات. تألفت نسبة 36.1% من أصل جميع الأسر من عدة أفراد يعيشون في نفس المنزل ونسبة 12.7% كانت تتألف من شخص يعيش بمفرده يبلغ من العمر 65 عاماً أو أكثر. وبلغ متوسط حجم الأسرة المعيشية 2.29، أما متوسط حجم العائلات فبلغ 2.95.
بلغ العمر الوسطي للسكان 37.5 عاماً. وكانت نسبة 23.5% من القاطنين تحت سن الثامنة عشر، وكانت نسبة 10.9% بين الثامنة عشر والرابعة والعشرين عاماً، ونسبة 25.2% كانت واقعةً في الفئة العمرية ما بين الخامسة والعشرين والرابعة والأربعين عاماً، ونسبة 25.6% كانت ما بين الخامسة والأربعين والرابعة والستين، ونسبة 14.8% كانت ضمن فئة الخامسة والستين عاماً فما فوق. وتوزع التركيب الجنسي للسكان بنسبة 48.2% ذكور و51.8% إناث.

## أعلام
- أليكس جونز
- مارلين هورن
- هاغن كيارني
- روبرت سميث ووكر
- ريتشارد تي ماكورماك
- إلمر بليس
- إيفان جون جونز
- ويليام والاس براون

## وصلات خارجية
- City of Bradford
- The US50 - Cities and Towns in Pennsylvania State